# 劉家河駅
劉家河駅（りゅうかかえき）は中華人民共和国遼寧省丹東市鳳城市にある、中国鉄路総公司（CR）瀋丹線の駅。1904年に開業。瀋陽駅から176km、丹東駅から94kmの位置にある。瀋陽鉄道局所属の四等駅に設定されている。
瀋丹線より長虹駅・中興駅への支線（瀋丹線乙線）が分岐しており、鳳凰城駅で再び合流する。

## 駅周辺
- 劉家河村
- 劉家河鎮劉家河村民委員会
- 劉家河衛星院
- 劉家河鎮中心小学
- 瀋丹高速道路 劉家河インターチェンジ

## 隣の駅
中国国鉄
瀋丹線
林家台駅 - 劉家河駅 - 秋木荘駅
瀋丹線（乙線）
劉家河駅 - 長虹駅